# Константин Даиковичу (Караш-Северин)
Константин Даиковичу (рум. Constantin Daicoviciu) насеље је у Румунији у округу Караш-Северин у општини Константин Даиковичу. Oпштина се налази на надморској висини од 160 m.

## Прошлост
Аустријски царски ревизор Ерлер је 1774. године констатовао да место "Каверан" припада Бистричком округу, Карансебешког дистрикта. Становништво је било претежно влашко.
Године 1846. место "Каваран" је село са 626 становника. Православно парохијско звање са матрикулама уведено је 1791. године. Парох је био поп Теодор Маришеску. У Школски фонд је 1844. године уплатио месни учитељ Герасим Оларешко. У народној основној школи је 1846/1847. године учитељ Атанасије Адамовић који учи 18 ђака.</ref>
Место носи садашњи назив по Константину Дајковићу историчару, који се бавио старинама банатским.

## Становништво
Према подацима из 2002. године у насељу је живело 2946 становника.

### Попис2002.
| Расподела становништва по националности 2002.‍ | Расподела становништва по националности 2002.‍ | Расподела становништва по националности 2002.‍ | Расподела становништва по националности 2002.‍ | Расподела становништва по националности 2002.‍ |
| --------------------------------------------- | --------------------------------------------- | --------------------------------------------- | --------------------------------------------- | --------------------------------------------- |
|                                               |                                               |                                               |                                               |                                               |
| Румуни                                        | Румуни                                        |                                               | 2.838                                         | 96,5%                                         |
| Мађари                                        | Мађари                                        |                                               | 10                                            | 0,3%                                          |
| Роми                                          | Роми                                          |                                               | 35                                            | 1,2%                                          |
| Украјинци                                     | Украјинци                                     |                                               | 55                                            | 1,9%                                          |
| Немци                                         | Немци                                         |                                               | 3                                             | 0,1%                                          |

### Хронологија
| Година       | 1992 | 1993 | 1994 | 1995 | 1996 | 1997 | 1998 | 1999 | 2000 | 2001 | 2002 | 2003 | 2004 | 2005 | 2006 | 2007 | 2008 | 2009 | 2010 | 2011 | 2012 | 2013 | 2014 | 2015 | 2016 | 2017 |
| ------------ | ---- | ---- | ---- | ---- | ---- | ---- | ---- | ---- | ---- | ---- | ---- | ---- | ---- | ---- | ---- | ---- | ---- | ---- | ---- | ---- | ---- | ---- | ---- | ---- | ---- | ---- |
| Становништво | 2870 | 2831 | 2799 | 2766 | 2739 | 2705 | 2700 | 2678 | 2659 | 2649 | 2712 | 2704 | 2703 | 2734 | 2732 | 2741 | 2787 | 2811 | 2803 | 2794 | 2803 | 2794 | 2799 | 2777 | 2779 | 2793 |